# Copa América 1979
Copa América 1979 spelades 10 juli–12 december 1979. 1979 års vinnare Paraguay missade dock VM 1982. Man spelade hemma och borta. 1975 års regerande mästare Peru gick direkt till semifinal.

## Gruppspel
Lagen lottades i tre olika grupper med tre lag var. Varje lag i samma grupp möttes två gånger, hemma och borta, och seger gav två poäng, oavgjort en och förlust noll. Gruppvinnarna gick till semifinal.

### Grupp A
| Nr | Lag       | S | V | O | F | GM | IM | MS  | P |
| -- | --------- | - | - | - | - | -- | -- | --- | - |
| 1  | Chile     | 4 | 2 | 1 | 1 | 10 | 2  | +8  | 5 |
| 2  | Colombia  | 4 | 2 | 1 | 1 | 5  | 2  | +3  | 5 |
| 3  | Venezuela | 4 | 0 | 2 | 2 | 1  | 12 | −11 | 2 |

| Hemma \ Borta | Chile | Colombia | Venezuela |
| Chile         | —     | 2–0      | 7–0       |
| Colombia      | 1–0   | —        | 4–0       |
| Venezuela     | 1–1   | 0–0      | —         |

|  | 1 augusti | Venezuela | 0 – 0 | Colombia | Pueblo Nuevo                                                             |  |
|  |           |           |       |          | San Cristóbal, Venezuela Publik: 18 000 Domare: Luis Barrancos (Bolivia) |  |
|  |           |           |       |          |                                                                          |  |
|  |           |           |       |          |                                                                          |  |

|  | 8 augusti | Venezuela    | 1 – 1   | Chile      | Pueblo Nuevo                                                        |                                                                     |
|  |           | Carvajal 70′ | (0 – 0) | Peredo 81′ | San Cristóbal, Venezuela Publik: 14 000 Domare: César Pagano (Peru) | San Cristóbal, Venezuela Publik: 14 000 Domare: César Pagano (Peru) |
|  |           |              |         |            | San Cristóbal, Venezuela Publik: 14 000 Domare: César Pagano (Peru) | San Cristóbal, Venezuela Publik: 14 000 Domare: César Pagano (Peru) |
|  |           |              |         |            | San Cristóbal, Venezuela Publik: 14 000 Domare: César Pagano (Peru) | San Cristóbal, Venezuela Publik: 14 000 Domare: César Pagano (Peru) |

|  | 15 augusti | Colombia | 1 – 0   | Chile | Estadio El Campín                                                        |                                                                          |
|  |            | Díaz 21′ | (1 – 0) |       | Bogotá, Colombia Publik: 45 000 Domare: Romualdo Arppi Filho (Brasilien) | Bogotá, Colombia Publik: 45 000 Domare: Romualdo Arppi Filho (Brasilien) |
|  |            |          |         |       | Bogotá, Colombia Publik: 45 000 Domare: Romualdo Arppi Filho (Brasilien) | Bogotá, Colombia Publik: 45 000 Domare: Romualdo Arppi Filho (Brasilien) |
|  |            |          |         |       | Bogotá, Colombia Publik: 45 000 Domare: Romualdo Arppi Filho (Brasilien) | Bogotá, Colombia Publik: 45 000 Domare: Romualdo Arppi Filho (Brasilien) |

|  | 22 augusti | Colombia                                        | 4 – 0   | Venezuela | Estadio El Campín                                                   |                                                                     |
|  |            | Iguarán 17′ Valverde 53′ Chaparro 59′ Morón 86′ | (1 – 0) |           | Bogotá, Colombia Publik: 30 000 Domare: Carlos Esposito (Argentina) | Bogotá, Colombia Publik: 30 000 Domare: Carlos Esposito (Argentina) |
|  |            |                                                 |         |           | Bogotá, Colombia Publik: 30 000 Domare: Carlos Esposito (Argentina) | Bogotá, Colombia Publik: 30 000 Domare: Carlos Esposito (Argentina) |
|  |            |                                                 |         |           | Bogotá, Colombia Publik: 30 000 Domare: Carlos Esposito (Argentina) | Bogotá, Colombia Publik: 30 000 Domare: Carlos Esposito (Argentina) |

|  | 29 augusti | Chile                                                      | 7 – 0   | Venezuela | Estadio Nacional                                                    |                                                                     |
|  |            | Peredo 3′, 59′ Rivas 38′, 54′ Véliz 76′ Soto 80′ Yáñez 84′ | (2 – 0) |           | Santiago, Chile Publik: 70 000 Domare: Enrique Labo Revoredo (Peru) | Santiago, Chile Publik: 70 000 Domare: Enrique Labo Revoredo (Peru) |
|  |            |                                                            |         |           | Santiago, Chile Publik: 70 000 Domare: Enrique Labo Revoredo (Peru) | Santiago, Chile Publik: 70 000 Domare: Enrique Labo Revoredo (Peru) |
|  |            |                                                            |         |           | Santiago, Chile Publik: 70 000 Domare: Enrique Labo Revoredo (Peru) | Santiago, Chile Publik: 70 000 Domare: Enrique Labo Revoredo (Peru) |

|  | 5 september | Chile                  | 2 – 0   | Colombia | Estadio Nacional                                                   |                                                                    |
|  |             | Caszely 14′ Peredo 58′ | (1 – 0) |          | Santiago, Chile Publik: 85 000 Domare: Wilfredo Cáceres (Paraguay) | Santiago, Chile Publik: 85 000 Domare: Wilfredo Cáceres (Paraguay) |
|  |             |                        |         |          | Santiago, Chile Publik: 85 000 Domare: Wilfredo Cáceres (Paraguay) | Santiago, Chile Publik: 85 000 Domare: Wilfredo Cáceres (Paraguay) |
|  |             |                        |         |          | Santiago, Chile Publik: 85 000 Domare: Wilfredo Cáceres (Paraguay) | Santiago, Chile Publik: 85 000 Domare: Wilfredo Cáceres (Paraguay) |

### Grupp B
| Nr | Lag       | S | V | O | F | GM | IM | MS | P |
| -- | --------- | - | - | - | - | -- | -- | -- | - |
| 1  | Brasilien | 4 | 2 | 1 | 1 | 7  | 5  | +2 | 5 |
| 2  | Bolivia   | 4 | 2 | 0 | 2 | 4  | 7  | −3 | 4 |
| 3  | Argentina | 4 | 1 | 1 | 2 | 7  | 6  | +1 | 3 |

| Hemma \ Borta | Argentina | Bolivia | Brasilien |
| Argentina     | —         | 3–0     | 2–2       |
| Bolivia       | 2–1       | —       | 2–1       |
| Brasilien     | 2–1       | 2–0     | —         |

|  | 18 juli | Bolivia           | 2 – 1   | Argentina | Estadio Hernando Siles                                           |                                                                  |
|  |         | Reynaldo 29′, 66′ | (1 – 1) | López 5′  | La Paz, Bolivia Publik: 40 000 Domare: Octavio Sierra (Colombia) | La Paz, Bolivia Publik: 40 000 Domare: Octavio Sierra (Colombia) |
|  |         |                   |         |           | La Paz, Bolivia Publik: 40 000 Domare: Octavio Sierra (Colombia) | La Paz, Bolivia Publik: 40 000 Domare: Octavio Sierra (Colombia) |
|  |         |                   |         |           | La Paz, Bolivia Publik: 40 000 Domare: Octavio Sierra (Colombia) | La Paz, Bolivia Publik: 40 000 Domare: Octavio Sierra (Colombia) |

|  | 26 juli | Bolivia                  | 2 – 1   | Brasilien                   | Estadio Hernando Siles                                            |                                                                   |
|  |         | Aragonés 36′ (str.), 63′ | (1 – 1) | Roberto Dinamite 30′ (str.) | La Paz, Bolivia Publik: 40 000 Domare: Octavio Sánchez (Colombia) | La Paz, Bolivia Publik: 40 000 Domare: Octavio Sánchez (Colombia) |
|  |         |                          |         |                             | La Paz, Bolivia Publik: 40 000 Domare: Octavio Sánchez (Colombia) | La Paz, Bolivia Publik: 40 000 Domare: Octavio Sánchez (Colombia) |
|  |         |                          |         |                             | La Paz, Bolivia Publik: 40 000 Domare: Octavio Sánchez (Colombia) | La Paz, Bolivia Publik: 40 000 Domare: Octavio Sánchez (Colombia) |

|  | 2 augusti | Brasilien        | 2 – 1   | Argentina  | Maracanã                                                              |                                                                       |
|  |           | Zico 2′ Tita 54′ | (1 – 1) | Coscia 29′ | Rio de Janeiro, Brasilien Publik: 130 000 Domare: Edison Pérez (Peru) | Rio de Janeiro, Brasilien Publik: 130 000 Domare: Edison Pérez (Peru) |
|  |           |                  |         |            | Rio de Janeiro, Brasilien Publik: 130 000 Domare: Edison Pérez (Peru) | Rio de Janeiro, Brasilien Publik: 130 000 Domare: Edison Pérez (Peru) |
|  |           |                  |         |            | Rio de Janeiro, Brasilien Publik: 130 000 Domare: Edison Pérez (Peru) | Rio de Janeiro, Brasilien Publik: 130 000 Domare: Edison Pérez (Peru) |

|  | 8 augusti | Argentina                              | 3 – 0   | Bolivia | Estadio José Amalfitani                                               |                                                                       |
|  |           | Passarella 1′ Gáspari 15′ Maradona 65′ | (2 – 0) |         | Buenos Aires, Argentina Publik: 30 000 Domare: Sergio Vásquez (Chile) | Buenos Aires, Argentina Publik: 30 000 Domare: Sergio Vásquez (Chile) |
|  |           |                                        |         |         | Buenos Aires, Argentina Publik: 30 000 Domare: Sergio Vásquez (Chile) | Buenos Aires, Argentina Publik: 30 000 Domare: Sergio Vásquez (Chile) |
|  |           |                                        |         |         | Buenos Aires, Argentina Publik: 30 000 Domare: Sergio Vásquez (Chile) | Buenos Aires, Argentina Publik: 30 000 Domare: Sergio Vásquez (Chile) |

|  | 16 augusti | Brasilien         | 2 – 0   | Bolivia | Morumbi                                                              |                                                                      |
|  |            | Tita 46′ Zico 90′ | (0 – 0) |         | São Paulo, Brasilien Publik: 50 000 Domare: José Vergara (Venezuela) | São Paulo, Brasilien Publik: 50 000 Domare: José Vergara (Venezuela) |
|  |            |                   |         |         | São Paulo, Brasilien Publik: 50 000 Domare: José Vergara (Venezuela) | São Paulo, Brasilien Publik: 50 000 Domare: José Vergara (Venezuela) |
|  |            |                   |         |         | São Paulo, Brasilien Publik: 50 000 Domare: José Vergara (Venezuela) | São Paulo, Brasilien Publik: 50 000 Domare: José Vergara (Venezuela) |

|  | 23 augusti | Argentina               | 2 – 2   | Brasilien                | El Monumental                                                          |                                                                        |
|  |            | Passarella 38′ Díaz 71′ | (1 – 1) | Sócrates 17′, 65′ (str.) | Buenos Aires, Argentina Publik: 68 000 Domare: Roque Cerullo (Uruguay) | Buenos Aires, Argentina Publik: 68 000 Domare: Roque Cerullo (Uruguay) |
|  |            |                         |         |                          | Buenos Aires, Argentina Publik: 68 000 Domare: Roque Cerullo (Uruguay) | Buenos Aires, Argentina Publik: 68 000 Domare: Roque Cerullo (Uruguay) |
|  |            |                         |         |                          | Buenos Aires, Argentina Publik: 68 000 Domare: Roque Cerullo (Uruguay) | Buenos Aires, Argentina Publik: 68 000 Domare: Roque Cerullo (Uruguay) |

### Grupp C
| Nr | Lag      | S | V | O | F | GM | IM | MS | P |
| -- | -------- | - | - | - | - | -- | -- | -- | - |
| 1  | Paraguay | 4 | 2 | 2 | 0 | 6  | 3  | +3 | 6 |
| 2  | Uruguay  | 4 | 1 | 2 | 1 | 5  | 5  | 0  | 4 |
| 3  | Ecuador  | 4 | 1 | 0 | 3 | 4  | 7  | −3 | 2 |

| Hemma \ Borta | Ecuador | Paraguay | Uruguay |
| Ecuador       | —       | 1–2      | 2–1     |
| Paraguay      | 2–0     | —        | 0–0     |
| Uruguay       | 2–1     | 2–2      | —       |

|  | 29 augusti | Ecuador                  | 1 – 2   | Paraguay                   | Estadio Olímpico Atahualpa                                        |                                                                   |
|  |            | Torres Garcés 64′ (str.) | (0 – 1) | Talavera 22′ Solalinde 77′ | Quito, Ecuador Publik: 45 000 Domare: Carlos Esposito (Argentina) | Quito, Ecuador Publik: 45 000 Domare: Carlos Esposito (Argentina) |
|  |            |                          |         |                            | Quito, Ecuador Publik: 45 000 Domare: Carlos Esposito (Argentina) | Quito, Ecuador Publik: 45 000 Domare: Carlos Esposito (Argentina) |
|  |            |                          |         |                            | Quito, Ecuador Publik: 45 000 Domare: Carlos Esposito (Argentina) | Quito, Ecuador Publik: 45 000 Domare: Carlos Esposito (Argentina) |

|  | 5 september | Ecuador               | 2 – 1   | Uruguay              | Estadio Hernando Siles                                                  |                                                                         |
|  |             | Tenorio 6′ Alarcón 9′ | (2 – 0) | Victorino 79′ (str.) | La Paz, Ecuador Publik: 30 000 Domare: Romualdo Arppi Filho (Brasilien) | La Paz, Ecuador Publik: 30 000 Domare: Romualdo Arppi Filho (Brasilien) |
|  |             |                       |         |                      | La Paz, Ecuador Publik: 30 000 Domare: Romualdo Arppi Filho (Brasilien) | La Paz, Ecuador Publik: 30 000 Domare: Romualdo Arppi Filho (Brasilien) |
|  |             |                       |         |                      | La Paz, Ecuador Publik: 30 000 Domare: Romualdo Arppi Filho (Brasilien) | La Paz, Ecuador Publik: 30 000 Domare: Romualdo Arppi Filho (Brasilien) |

|  | 13 september | Paraguay                | 2 – 0   | Ecuador | Estadio Defensores del Chaco                                      |                                                                   |
|  |              | E. Morel 27′ Osorio 48′ | (1 – 0) |         | Asunción, Paraguay Publik: 25 000 Domare: Abel Gnecco (Argentina) | Asunción, Paraguay Publik: 25 000 Domare: Abel Gnecco (Argentina) |
|  |              |                         |         |         | Asunción, Paraguay Publik: 25 000 Domare: Abel Gnecco (Argentina) | Asunción, Paraguay Publik: 25 000 Domare: Abel Gnecco (Argentina) |
|  |              |                         |         |         | Asunción, Paraguay Publik: 25 000 Domare: Abel Gnecco (Argentina) | Asunción, Paraguay Publik: 25 000 Domare: Abel Gnecco (Argentina) |

|  | 16 september | Uruguay                      | 2 – 1   | Ecuador     | Estadio Centenario                                                    |                                                                       |
|  |              | Bica 4′ Victorino 57′ (str.) | (1 – 0) | Klinger 77′ | Montevideo, Uruguay Publik: 25 000 Domare: Oscar Scolfaro (Brasilien) | Montevideo, Uruguay Publik: 25 000 Domare: Oscar Scolfaro (Brasilien) |
|  |              |                              |         |             | Montevideo, Uruguay Publik: 25 000 Domare: Oscar Scolfaro (Brasilien) | Montevideo, Uruguay Publik: 25 000 Domare: Oscar Scolfaro (Brasilien) |
|  |              |                              |         |             | Montevideo, Uruguay Publik: 25 000 Domare: Oscar Scolfaro (Brasilien) | Montevideo, Uruguay Publik: 25 000 Domare: Oscar Scolfaro (Brasilien) |

|  | 20 september | Paraguay | 0 – 0 | Uruguay | Estadio Defensores del Chaco                                     |  |
|  |              |          |       |         | Asunción, Paraguay Publik: 25 000 Domare: Sergio Vásquez (Chile) |  |
|  |              |          |       |         |                                                                  |  |
|  |              |          |       |         |                                                                  |  |

|  | 26 september | Uruguay                  | 2 – 2   | Paraguay          | Estadio Centenario                                             |                                                                |
|  |              | Milar 54′ (str.) Paz 83′ | (1 – 0) | E. Morel 34′, 88′ | Montevideo, Uruguay Publik: 18 000 Domare: Edison Pérez (Peru) | Montevideo, Uruguay Publik: 18 000 Domare: Edison Pérez (Peru) |
|  |              |                          |         |                   | Montevideo, Uruguay Publik: 18 000 Domare: Edison Pérez (Peru) | Montevideo, Uruguay Publik: 18 000 Domare: Edison Pérez (Peru) |
|  |              |                          |         |                   | Montevideo, Uruguay Publik: 18 000 Domare: Edison Pérez (Peru) | Montevideo, Uruguay Publik: 18 000 Domare: Edison Pérez (Peru) |

## Utslagsspel
Peru var regerande mästare från 1975, och kvalificerade sig direkt till utslagsspelet. Man mötte segraren av grupp A, Chile.
|  | Semifinaler | Semifinaler | Semifinaler | Semifinaler | Semifinaler |       |          | Finaler  | Finaler | Finaler | Finaler | Finaler |
|  |             |             |             |             |             |       |          |          |         |         |         |         |
|  | Paraguay    | Paraguay    | 2           | 2           | (4)         |       |          |          |         |         |         |         |
|  | Brasilien   | Brasilien   | 1           | 2           | (3)         |       |          |          |         |         |         |         |
|  |             |             |             |             |             |       | Paraguay | Paraguay | 3       | 0       | 0 (3)   |         |
|  |             | Chile       | Chile       | 0           | 1           | 0 (1) |          |          |         |         |         |         |
|  | Peru        | Peru        | 1           | 0           | (1)         |       |          |          |         |         |         |         |
|  | Chile       | Chile       | 2           | 0           | (2)         |       |          |          |         |         |         |         |

### Semifinaler
Chile mot Peru
|  | 17 oktober | Peru         | 1 – 2   | Chile            | Estadio Nacional                                                   |                                                                    |
|  |            | Mosquera 71′ | (0 – 1) | Caszely 36′, 76′ | Lima, Peru Publik: 50 000 Domare: Romualdo Arppi Filho (Brasilien) | Lima, Peru Publik: 50 000 Domare: Romualdo Arppi Filho (Brasilien) |
|  |            |              |         |                  | Lima, Peru Publik: 50 000 Domare: Romualdo Arppi Filho (Brasilien) | Lima, Peru Publik: 50 000 Domare: Romualdo Arppi Filho (Brasilien) |
|  |            |              |         |                  | Lima, Peru Publik: 50 000 Domare: Romualdo Arppi Filho (Brasilien) | Lima, Peru Publik: 50 000 Domare: Romualdo Arppi Filho (Brasilien) |

|  | 24 oktober | Chile | 0 – 0 | Peru | Estadio Nacional                                                        |  |
|  |            |       |       |      | Santiago, Chile Publik: 75 000 Domare: Juan Daniel Cardellino (Uruguay) |  |
|  |            |       |       |      |                                                                         |  |
|  |            |       |       |      |                                                                         |  |

Brasilien mot Paraguay
|  | 24 oktober | Paraguay                  | 2 – 1   | Brasilien    | Estadio Defensores del Chaco                                      |                                                                   |
|  |            | E. Morel 16′ Talavera 35′ | (2 – 0) | Palhinha 79′ | Asunción, Paraguay Publik: 50 000 Domare: Ramón Barreto (Uruguay) | Asunción, Paraguay Publik: 50 000 Domare: Ramón Barreto (Uruguay) |
|  |            |                           |         |              | Asunción, Paraguay Publik: 50 000 Domare: Ramón Barreto (Uruguay) | Asunción, Paraguay Publik: 50 000 Domare: Ramón Barreto (Uruguay) |
|  |            |                           |         |              | Asunción, Paraguay Publik: 50 000 Domare: Ramón Barreto (Uruguay) | Asunción, Paraguay Publik: 50 000 Domare: Ramón Barreto (Uruguay) |

|  | 31 oktober | Brasilien                      | 2 – 2   | Paraguay                  | Maracanã                                                                     |                                                                              |
|  |            | Falcão 29′ Sócrates 61′ (str.) | (1 – 1) | M. Morel 31′ Romerito 68′ | Rio de Janeiro, Brasilien Publik: 80 000 Domare: Carlos Esposito (Argentina) | Rio de Janeiro, Brasilien Publik: 80 000 Domare: Carlos Esposito (Argentina) |
|  |            |                                |         |                           | Rio de Janeiro, Brasilien Publik: 80 000 Domare: Carlos Esposito (Argentina) | Rio de Janeiro, Brasilien Publik: 80 000 Domare: Carlos Esposito (Argentina) |
|  |            |                                |         |                           | Rio de Janeiro, Brasilien Publik: 80 000 Domare: Carlos Esposito (Argentina) | Rio de Janeiro, Brasilien Publik: 80 000 Domare: Carlos Esposito (Argentina) |

### Finaler
|  | 28 november | Paraguay                       | 3 – 0   | Chile | Estadio Defensores del Chaco                                              |                                                                           |
|  |             | Romerito 12′, 85′ M. Morel 36′ | (2 – 0) |       | Asunción, Paraguay Publik: 40 000 Domare: Luis Gregorio da Rosa (Uruguay) | Asunción, Paraguay Publik: 40 000 Domare: Luis Gregorio da Rosa (Uruguay) |
|  |             |                                |         |       | Asunción, Paraguay Publik: 40 000 Domare: Luis Gregorio da Rosa (Uruguay) | Asunción, Paraguay Publik: 40 000 Domare: Luis Gregorio da Rosa (Uruguay) |
|  |             |                                |         |       | Asunción, Paraguay Publik: 40 000 Domare: Luis Gregorio da Rosa (Uruguay) | Asunción, Paraguay Publik: 40 000 Domare: Luis Gregorio da Rosa (Uruguay) |

|  | 5 december | Chile     | 1 – 0   | Paraguay | Estadio Nacional                                               |                                                                |
|  |            | Rivas 10′ | (1 – 0) |          | Santiago, Chile Publik: 55 000 Domare: Ramón Barreto (Uruguay) | Santiago, Chile Publik: 55 000 Domare: Ramón Barreto (Uruguay) |
|  |            |           |         |          | Santiago, Chile Publik: 55 000 Domare: Ramón Barreto (Uruguay) | Santiago, Chile Publik: 55 000 Domare: Ramón Barreto (Uruguay) |
|  |            |           |         |          | Santiago, Chile Publik: 55 000 Domare: Ramón Barreto (Uruguay) | Santiago, Chile Publik: 55 000 Domare: Ramón Barreto (Uruguay) |

Playoff
|  | 11 december | Paraguay                     | 0 – 0 (e.fl.) | Chile | Estadio José Amalfitani                                                        |                                                                                |
|  |             | Paraguay vann på målskillnad |               |       | Buenos Aires, Argentina Publik: 6 000 Domare: Arnaldo Cézar Coelho (Brasilien) | Buenos Aires, Argentina Publik: 6 000 Domare: Arnaldo Cézar Coelho (Brasilien) |
|  |             |                              |               |       | Buenos Aires, Argentina Publik: 6 000 Domare: Arnaldo Cézar Coelho (Brasilien) | Buenos Aires, Argentina Publik: 6 000 Domare: Arnaldo Cézar Coelho (Brasilien) |
|  |             |                              |               |       | Buenos Aires, Argentina Publik: 6 000 Domare: Arnaldo Cézar Coelho (Brasilien) | Buenos Aires, Argentina Publik: 6 000 Domare: Arnaldo Cézar Coelho (Brasilien) |

## Statistik

### Målskyttar
Totalt 63 mål gjordes under turneringens 25 matcher, vilket gav ett målsnitt på 2,52 mål per match. 41 spelare gjorde mål, utan några självmål. Jorge Peredo från Chile och Eugenio Morel från Paraguay vann skytteligan med 4 gjorda mål vardera. Chile och Paraguay gjorde flest mål i turneringen (13 mål).
4 mål
| - Jorge Peredo | - Eugenio Morel |  |

3 mål
| - Sócrates | - Carlos Caszely | - Carlos Rivas | - Julio César Romero |

2 mål
| - Daniel Passarella - Carlos Aragonés | - Jesús Reynaldo - Tita | - Zico - Milcíades Morel | - Hugo Talavera - Waldemar Victorino |

1 mål
| - Hugo Coscia - Roberto Osvaldo Díaz - Jorge Gáspari - Carlos Angel López - Diego Maradona - Paulo Roberto Falcão - Palhinha | - Roberto Dinamite - Mario Soto - Leonardo Véliz - Patricio Yáñez - Gabriel Chaparro - Ernesto Díaz - Arnoldo Iguarán | - Jaime Morón - Félix Valverde - Jorge Luis Alarcón - Fausto Klinger - Mario Tenorio - Carlos Torres Garcés - Juvencio Osorio | - Alicio Solalinde - Robert Mosquera - Alberto Bica - Denis Milar - Rubén Paz - Rodolfo Carbajal |

### Sluttabell
Notera att Brasilien och Peru delade på bronsmedaljen då man ej spelade match om tredjepris.
| Nr | Copa América 1979 | S | V | O | F | GM | IM | MS  | P  |
| -- | ----------------- | - | - | - | - | -- | -- | --- | -- |
| 1  | Paraguay          | 9 | 4 | 4 | 1 | 13 | 7  | +6  | 12 |
| 2  | Chile             | 9 | 4 | 3 | 2 | 13 | 6  | +7  | 11 |
| 3  | Brasilien         | 6 | 2 | 2 | 2 | 10 | 9  | +1  | 6  |
| 3  | Peru              | 2 | 0 | 1 | 1 | 1  | 2  | −1  | 1  |
| 5  | Colombia          | 4 | 2 | 1 | 1 | 5  | 2  | +3  | 5  |
| 6  | Uruguay           | 4 | 1 | 2 | 1 | 5  | 5  | 0   | 4  |
| 7  | Bolivia           | 4 | 2 | 0 | 2 | 4  | 7  | −3  | 4  |
| 8  | Argentina         | 4 | 1 | 1 | 2 | 7  | 6  | +1  | 3  |
| 9  | Ecuador           | 4 | 1 | 0 | 3 | 4  | 7  | −3  | 2  |
| 10 | Venezuela         | 4 | 0 | 2 | 2 | 1  | 12 | −11 | 2  |